# Malappuram
Malappuram è una suddivisione dell'India, classificata come municipality, di 58.490 abitanti, capoluogo del distretto di Malappuram, nello stato federato del Kerala. In base al numero di abitanti la città rientra nella classe II (da 50.000 a 99.999 persone).

## Geografia fisica
La città è situata a 11° 4' 0 N e 76° 4' 0 E e ha un'altitudine di 39 m s.l.m..

## Società

### Evoluzione demografica
Al censimento del 2001 la popolazione di Malappuram assommava a 58.490 persone, delle quali 28.649 maschi e 29.841 femmine. I bambini di età inferiore o uguale ai sei anni assommavano a 8.924, dei quali 4.544 maschi e 4.380 femmine. Infine, coloro che erano in grado di saper almeno leggere e scrivere erano 46.869, dei quali 23.367 maschi e 23.502 femmine.